# グラディウスジェネレーション
『グラディウスジェネレーション』（GRADIUS GENERATION）は、2002年1月7日に発売されたゲームボーイアドバンス専用ソフト。コナミの横スクロールシューティングゲーム『グラディウス』シリーズの1つで、開発はモバイル21。

## 概要
家庭用オリジナルにして、携帯用ハードでは『ネメシスII』（ゲームボーイ）以来から実に約12年振りに登場した作品である。本編に加え、通過したポイントから続きがプレイできる「CONTINUE」モードや各ポイントからの復活の一例を再生する「HINT」モード、高難易度下での復活に挑戦する「CHALLENGE」モードなど、ハードを考慮したモードが多数収録されている。ハードが携帯ゲーム機ということもあってか、難易度は比較的低くなっている。
本作の取扱説明書では、シリーズに登場する戦闘機「ビックバイパー」の誤植「ビッグバイパー」がオフィシャルで初めて掲載されている。廉価版のパッケージでは修正されているが、説明書の間違いはそのまま。また、モバイル21の表記が削除されている。ROMカートリッジ表記に記載されている番号は初期版は「"AGB-AGAJ-JPN"と"RK256-J1"でコナミのロゴマークが"1998年以降"仕様」だが、廉価版は「"AGB-AGAJ-JPN-1"と"RK256-J2"でコナミのロゴマークが"2003年以降"仕様」になっており識別が可能。
全8面。コナミコマンドも（スーパーファミコン版『グラディウスIII』と同様に）使える。なおコナミコマンドを使用するたびに、スコアに1点加算される（通常のプレイでは100点未満のスコアが加算されることはない）。
ステージ間には敵の攻撃などが全くない部分がある。得点による残機増加がなく、ミスが許されない。
条件を満たすとオプション画面で「モーニングミュージック」が流れるようになる。
BGMについては、処理落ちなどを考慮して本作はPSG系の音楽になっている(SEに関してはPCMも使用)。負荷がかからない場面であるオープニングやエンディングなどでは、GBAの性能を活かした音楽が流れる。
コア系のボスのコアの部分は、攻撃があたると目を瞬くような動作をするという、本作オリジナル仕様である。
BGMはバンダイから1999年6月24日に発売されたワンダースワンソフト『ヴァイツブレイド』や同年6月24日に発売されたワンダースワンソフト『ラストスタンド』、PCエンジンソフト『マジカルチェイス』からのアレンジ曲なども収録されている。そのためか、グラディウス関連の一部を除くサウンドトラックで本作品のBGMが収録されていない事例が存在する。
著作関連の表記は一切記されていない

## ゲームシステム
他のシリーズ作品と同様、パワーアップカプセルを集めてパワーアップを行う。ゲーム開始前に4つの武装タイプから1つを選択、2つのバリアタイプから1つを選択する。武装タイプの並びと自機の色の関係は『グラディウス外伝』と同じだが、機体は1種類であり、装備もTYPE-A以外は異なる。『グラディウス外伝』との類似点はもうひとつあり、ミサイル系、ダブル系、レーザー系に第2段階が存在することが挙げられる。

### 自機のタイプとパワーアップ
「装備の説明」欄は、ゲーム中で表示される装備の簡単な解説文である。
| タイプ | カラー | 装備の説明     | ゲージ         | ゲージ               | ゲージ     | ゲージ           | ゲージ     | ゲージ      |
| タイプ | カラー | 装備の説明     | 1              | 2                    | 3          | 4                | 5          | 6           |
| ------ | ------ | -------------- | -------------- | -------------------- | ---------- | ---------------- | ---------- | ----------- |
| TYPE-A | 青     | 万能タイプ     | スピードアップ | ミサイル             | ダブル     | レーザー         | オプション | ?（バリア） |
| TYPE-B | 赤     | 広範囲をカバー | スピードアップ | 2WAYミサイル         | テイルガン | リップルレーザー | オプション | ?（バリア） |
| TYPE-C | 緑     | 強力な前方攻撃 | スピードアップ | フォトントゥーピドゥ | テイルガン | スラストレーザー | オプション | ?（バリア） |
| TYPE-D | 紫     | 対地に大打撃   | スピードアップ | スプレッドボム       | ダブル     | ツインレーザー   | オプション | ?（バリア） |

上記を選択後、「?」（バリア）は別途選択する。
| 装備の説明                | ?                  |
| ------------------------- | ------------------ |
| 前方の攻撃を防ぐ 耐久力大 | シールド           |
| 全方位攻撃を防ぐ 耐久力小 | フォースフィールド |

TYPE-A：青
ダブルによる死角の無い攻撃、レーザーによる強力な攻撃など、シリーズ初代と同一の装備。
ミサイル
自機の前方斜め下方向へ投下。接地後は地形の上を滑走する。ただし登坂はできない。
2段階目は弾速が速くなる。
ダブル
メインショットに加え自機の前方斜め上方向にもショットを撃つ。
2段階目は自機後方にもショットを撃てるようになる（ダブル＋テイルガン）。
レーザー
自機前方に一直線に伸びるレーザーを発射。耐久力の無い敵機を貫通する。
2段階目は『沙羅曼蛇』のレーザーのような螺旋模様がつき、破壊力が高くなる。

TYPE-B：赤
2WAYミサイル・リップルレーザーがいずれも初出だった『沙羅曼蛇』に由来を持つ機体。装備自体は『グラディウスII -GOFERの野望-』のタイプ4を基礎とする。この装備を選択した時にだけオプションを装備した時のボイスが「マルチプル」となる。
2WAYミサイル
自機の上方と下方にそれぞれミサイルを発射。発射直後は放物線を描きながら落下し、その後斜め方向へ一直線に進む。地形に接触すると消滅する。片方のミサイルが消滅すると、すぐにその方向にミサイルを発射できる（『グラディウスII』の同装備は、上下両方が消滅しないと次弾の発射はできない）。
2段階目は弾速が速くなる。
テイルガン
メインショットに加え自機の後方にもショットを発射。
2段階目は真上にも撃てるようになる（テイルガン＋『グラディウスIII』のバーティカル）。
リップルレーザー
徐々に拡大する環状のレーザーを発射。貫通力はない。2連射可能。
2段階目はレーザー中央に球体が発生し、攻撃力が高くなる。

TYPE-C：緑
スラストレーザーによる前方への攻撃に特化した機体。フォトントゥーピドゥの空中軌道は『グラディウスII』のような真下ではなく『III』のような斜め方向。
フォトントゥーピドゥ
自機前方斜め下方向に敵機を貫通するミサイルを発射。接地後は地形の上を滑走する。登坂はできない。『グラディウスII』の同装備は自機の真下に投下されるが、本作は『グラディウスIII』（AC版）の軌道に近い。
2段階目は自機の前方斜め上方向にも同じミサイルを発射する。
テイルガン
TYPE-Bの同装備と同じ。
スラストレーザー
自機前方にエネルギー弾を発射。敵を貫通し強力なレーザーだが、飛行速度がかなり遅い。2連射可能。
2段階目はレーザーが大きくなる。

TYPE-D：紫
スプレッドボムによる対地攻撃に特化した機体。
スプレッドボム
自機の前方斜め下方向にミサイルを投下。敵機や地形に接触すると高威力の爆発を起こす。発射直後は放物線を描きながら落下し、その後斜め方向へ一直線に進む。
2段階目は爆発の範囲が広くなる。
ダブル
TYPE-Aの同装備と同じ。
ツインレーザー
2連の短いレーザーを自機の前方へ発射する。貫通力はない。2連射可能。上下それぞれ判定が独立しており、片方が消滅してももう片方はそのまま突き進む。
2段階目は進行速度が速くなる。

バリア
どちらのバリアも、地形に接触すると耐久力が大きく削られる。
シールド（耐久力：12）
シリーズ初代から引き継がれている形状のバリア。耐久力は高いが、前方からの攻撃しか防げない。
フォースフィールド（耐久力：4）
自機を包み込むタイプのバリア。全方向からの攻撃を防ぐことができるが、耐久力が極端に低い。

## ステージ構成
各ステージはコナミが過去に製作した作品を思わせるオマージュが散見される。
| 面 | 内容     | 解説 | ボス                                         |
| -- | -------- | --- | -------------------------------------------- |
| 1  | 隕石     | 隕石の間を進んでいく。後半の回転隕石が印象的。最初のステージだけあって攻撃は緩い。ステージ初めが真っ暗な宇宙空間ではなく、背景に惑星のダイアモンドリングが見えるという構成である。 | ティエラーコア                               |
| 2  | ガラス   | 大小のガラスが行く手を阻む。小さいガラスは破壊可能だが、注意しないと大きいガラスに押し潰される。 | クリスタルガスト                             |
| 3  | 人工銀河 | 『II』の1面のような構成。前半は炎をまとったライオンが多量に、後半は破壊すると分裂して破壊不能になる火の玉が出現する。 | ヴォレオーネ                                 |
| 4  | 逆火山   | ほとんどのシリーズ作品に存在する火山面で、前半には火山が落下してくるなど攻撃も激しい。後半は地下都市へと移動する。 | ボルボロス                                   |
| 5  | モアイ   | モアイは破壊すると上部が爆発して無くなる。破壊しても復活するモアイや、小さいモアイを出すものなどがいる。ボスのモアイは、シリーズでは珍しく機械的な外見をしており、歩行を行う。 | ドガルデス                                   |
| 6  | 生体内   | 大半のシリーズ作品にある細胞面だが、筋肉など新しい敵もいる。ボスは五本の触手を破壊すると攻撃してこない。 | ブラキオン・アイ                             |
| 7  | 彗星     | 前半は飛び交う彗星内を進み、後半は高速編隊などがいる。 | ペルラ・メラルダ                             |
| 8  | 要塞     | 最終面。『外伝』に似た構成で前半が高速スクロール、中盤から最後が要塞面となっている。レクシオンコアは、2回連続でコアと遮蔽板が復活するという、コア系では珍しいボス。要塞内部は狭く、三速以上では逆に攻略が困難。壁ボスのクリフコアはやはり安全地帯がある。クラブ代わりの歯車は巨大化する演出がある。 | レクシオンコア クリフコア エレオス・ブレーン |
3周目以降は1面のBGMが初代『グラディウス』の1面のものに差し替えられる（エクストラステージもこのBGM）。

### チャレンジモード
難易度NORMAL以上でSTARTを選択し、コンティニューを使用せずに573,000点以上を獲得するとチャレンジモードAが出現する。これは各ステージの復活地点から丸腰の装備でスタートし、次の復活地点への到達あるいはボス撃破を目指す、いわゆる「復活」に挑戦するモードである。
チャレンジモードAを全復活地点でクリアするとチャレンジモードBが出現する。チャレンジAが2周目相当（撃ち返し弾あり）の難易度であったのに対し、こちらは3周目相当の難易度で復活に挑戦する。
さらにチャレンジモードBも全てクリアすれば、最終チャレンジ専用のファイナルステージ（背景から、要塞惑星攻撃終了後の離脱を再現していると思われる）が出現する。
なお、ヒント機能を利用することでクリアのパターンを動画で提示する。

## 日本国外版
本作の日本国外版（海外版）は、北米版では『GRADIUS GALAXIES（グラディウス ギャラクシーズ）』、欧州版では『GRADIUS ADVANCE（グラディウス アドバンス）』という名称になっている。